# ژوسیل فریرا دا سیلوا
ژوسیل فریرا دا سیلوا (به پرتغالی: Jociel Ferreira da Silva) هافبک اهل برزیل است که در شهر Caruaru، پرنامبوکو و در تاریخ ۳۱ مارس ۱۹۸۲ به دنیا آمده‌است.
ژوسیل فریرا دا سیلوا در تیم‌های فوتبال سانتاکروز سابقهٔ حضور دارد.